# Bulbophyllum calceolus
Bulbophyllum calceolus là một loài phong lan thuộc chi Bulbophyllum.